# Онова нещо
„Онова нещо“ е български игрален филм (черна комедия, фентъзи) от 1991 година на режисьора Георги Стоянов, по сценарий на Христо Бойчев по едноименната му пиеса. Оператори са Андрей Чертов и Красимир Костов.

## Сюжет
В една къща се появява „едно нещо“. През нощта „онова нещо“ ходи по покрива, а в кухнята стоят шестима души и се вслушват в тайнствените стъпки. Твърдо убедени, че духове няма, шестимата реалисти решават да хванат „това нещо“. Всяка нощ те му устройват засади, поставят капани, но напразно. Колкото по-упорито го преследват, толкова повече „онова нещо“ става неуловимо. Тази гоненица се превръща в смисъл на живота на тези хора. Изведнъж те разбират, че всеки е започнал да влага лично свое съдържание в „онова нещо“ и така животът им е започнал да има смисъл.

## Актьорски състав
- Наум Шопов – Филип
- Павел Поппандов – Продан
- Велко Кънев – Господин
- Добринка Станкова – Верка
- Меглена Караламбова – Пепа
- Петър Попйорданов – Шейно
- Вельо Горанов – доктор от психиатрията